# Průliv Devátého stupně
Průliv Devátého stupně (anglicky Nine Degree Channel) je asi 200 km široký průliv v Arabském moři v indickém ostrovním svazovém teritoriu Lakshadweep. Teritorium, vzdálené asi 350 km od indické pevniny, je tvořeno souostrovími Amindivy, Lakadivy a ostrovem Minicoy. Průliv, orientovaný od západu k východu, odděluje nejjižnější ostrov Minicoy od ostatních ostrovů. Své neobvyklé jméno získal podle devátého stupně severní zeměpisné šířky na kterém leží.
Indie dováží asi 70 % ropy po moři z Perského zálivu a námořní trasy vedou právě tímto průlivem. Přepravuje se přes něj také mnoho zboží do východní a jihovýchodní Asie. V Arabském moři navazujícím na průliv se navíc rozmáhá pirátství. Indická vláda se rozhodla pro ochranu tamních lodních tras vybudovat v Lakshadweepu na ostrově Kavaratti velkou námořní základnu.